# Billy Gillespie (1891-1981)
Ne doit pas être confondu avec Billie Gillespie (1873-1942).
Pour les articles homonymes, voir Gillespie.
Billy Gillespie (né le 6 août 1891 à Kerrykeel, Donegal et mort le 2 juillet 1981 à Bexley dans le Kent), était un footballeur nord-irlandais du début du XXe siècle évoluant au poste d'attaquant.

## Biographie

### Débuts à Institute et Leeds City
Fils d'un policier, Billy Gillespie commence sa carrière à Institute FC. Il dispute son premier match avec Institute lors d'une victoire 2 à 1 aux dépens de Idlers FC au Brandywell. Considéré comme trop jeune, il ne fait pas partie de l'équipe qui vainc les Derry Celtic Wanderers en finale de la North West Charity Cup deux semaines plus tard.
Il est reconnu à 17 ans comme « l'un des meilleurs avant-centre, si ce n'est le meilleur, jamais produits à Derry ». Gillespie est régulièrement sélectionné dans l'équipe régionale du North West puis appelé dans l'équipe junior d'Irlande pour un match face à l'Écosse en mars 1910 au Celtic Park à Glasgow. Il inscrit au cours de ce match les deux buts de son équipe qui obtient le match nul 2 à 2,.
Ses bonnes performances l'amènent à être contacté par Linfield FC pour rejoindre le club. Mais au même moment l'entraîneur de Leeds City le convainc de venir jouer en Angleterre et de devenir professionnel,.
Réalisant ses débuts en Football League avec Leeds, Gillespie reste ensuite essentiellement cantonné à un rôle de réserviste.

### Sheffield United
Sheffield United recrute Gillespie en décembre 1912 pour un montant de 500 livres sterling avec un salaire hebdomadaire de 4 £. Gillespie fait ses débuts lors du Boxing Day 1911 face à Newcastle United, match au cours duquel il inscrit son premier but. De là, il joue ensuite régulièrement pour les Blades. Il voit sa jambe être cassée lors du premier match de la saison 1914-1915 face à Sunderland, l'empêchant donc de faire partie de l'équipe victorieuse de la FA Cup en 1915.
À la fin de la Première Guerre mondiale, Billy Gillespie retourne jouer à Sheffield United après avoir servi en tant qu'artilleur sur le front, passant du poste d'avant-centre à celui d'inter. Il succède à George Utley en 1923 en tant que capitaine du club. Il fait partie du onze victorieux de la FA Cup en 1925.
Au total il inscrit 161 buts en 563 matches pour Sheffield United entre 1913 et 1932.

### Carrière en sélection
Billy Gillespie marque 3 buts au cours de l'édition 1914 du British Home Championship, aidant ainsi l'Irlande à remporter pour la première fois la compétition. 
Il dispute 25 rencontres en équipe d'Irlande entre 1913 et 1925, marquant 13 buts. Ce fut pendant très longtemps le record de buts marqués en sélection nord-irlandaise avant qu'il ne soit égalé par Colin Clarke dans les années 1990 puis dépassé plus récemment par David Healy.

### Carrière d'entraîneur
Après sa carrière de joueur, Gillespie entraîne Derry City entre 1932 et 1940.